# Вибори до Національної асамблеї Бутану 2008
Вибори до Національної асамблеї Бутану відбулись 24 березня 2008 року. До участі у виборах були допущені дві партії: Партія миру і процвітання (DPT, Druk Phuensum Tshogpa) під керівництвом прем’єра Джігме Тінлея та Народна демократична партія (PDP, People’s Democratic Party). Третя, Народна партія, до участі у виборах допущена не була. До вечора 25 березня було здійснено підрахунок 80 % голосів.
На цих перших формально-демократичних парламентських виборах у країні прем’єр-міністр Бутану Джігме Тінлей очолював Партію миру і процвітання; PDP очолював колишній прем’єр Сангай Нгедуп, який зрештою програв вибори у своєму окрузі. Обидві партії декларували чіткий монархічний курс, зокрема, проголошували за свою мету збільшення «валового національного щастя». Оскільки DPT здобула 45 з 47 місць у Національній асамблеї, Тінлей отримав право на формування уряду. При цьому за PDP було віддано 67,04 % голосів, а за PDP — 32,96 %.